# سيلفينيت

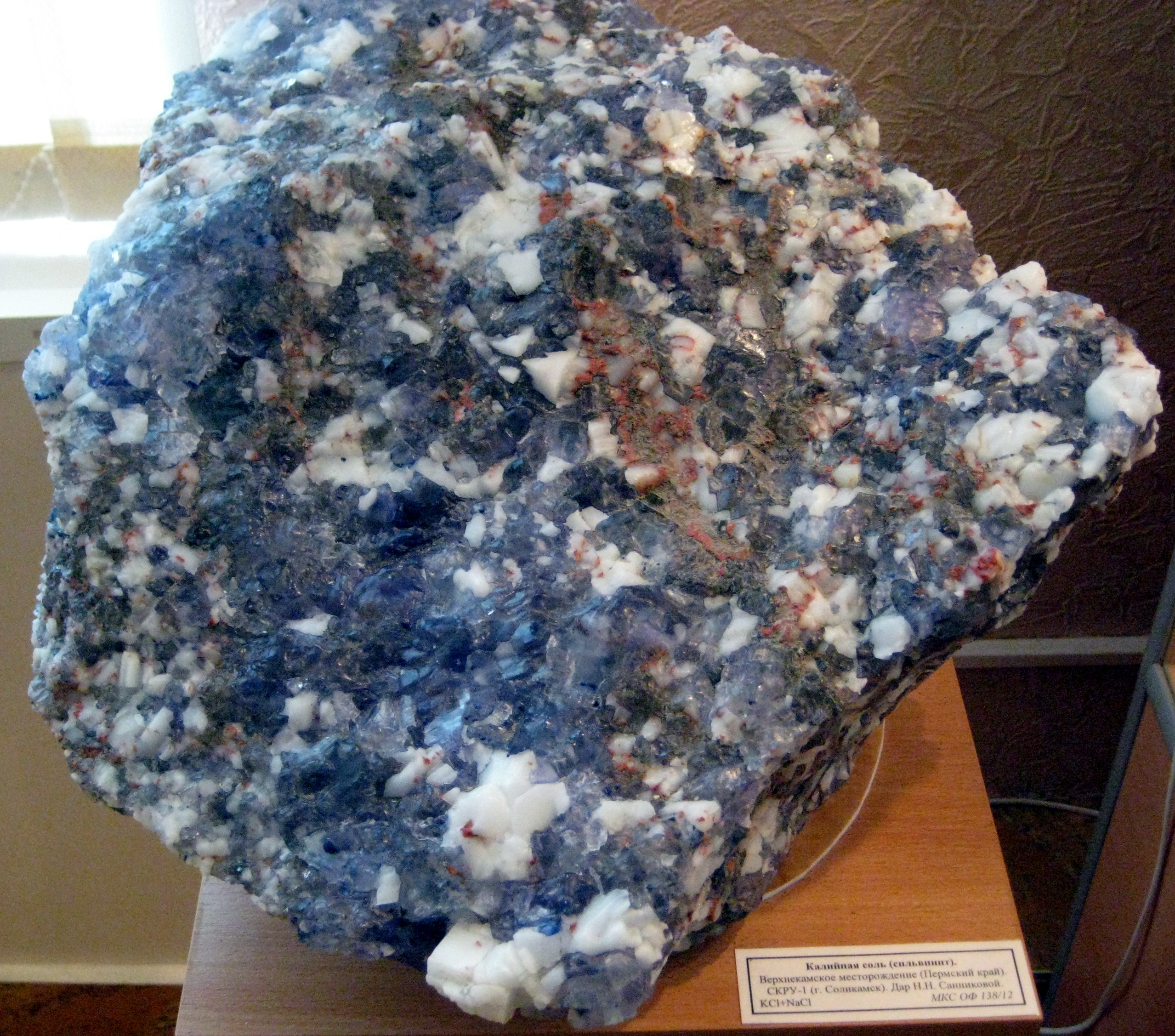
سيلفينيت، روسيا.

السيلفينيت هو صخر رسوبي مصنوع من خليط ميكانيكي من معادن السيلفيت (كلوريد البوتاسيوم KCL) والهاليت (كلوريد الصوديوم NACL). يُعتبر السيلفينيت أهم مصدر لإنتاج البوتاس في أمريكا الشمالية وروسيا والمملكة المتحدة.

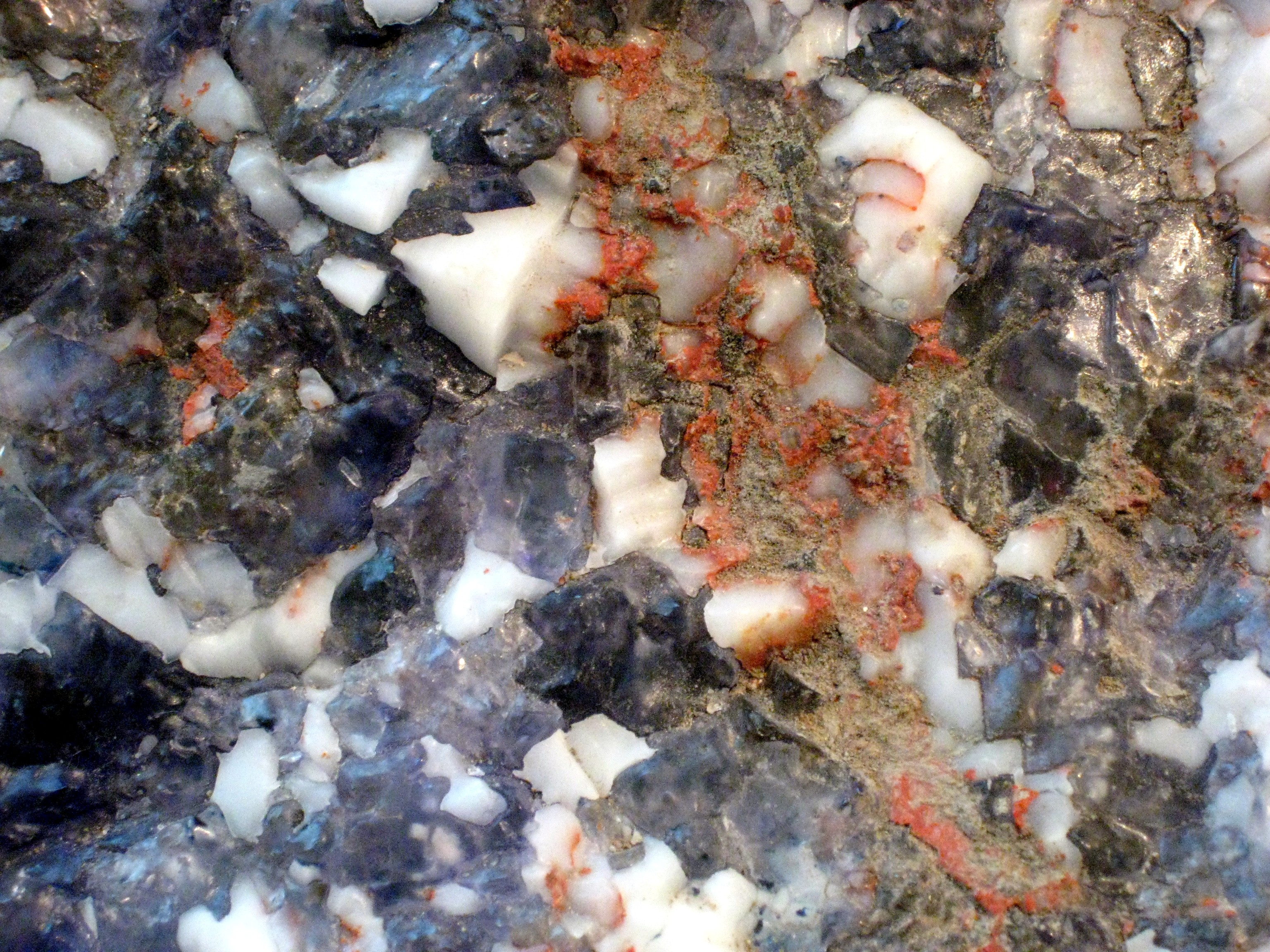
نظرة عن قرب لمعدن السيلفينيت، روسيا.

تقوم معظم العمليات الكندية بتعدين السيلفينيت بنسب تبلغ حوالي 31% من كلوريد البوتاسيوم و66% من كلوريد الصوديوم مع الطين غير القابل للذوبان والأنهيدريت والكارناليت. توجد رواسب أخرى من السيلفينيت في بيلاروسيا والبرازيل وفرنسا وألمانيا وكازاخستان وسلوفاكيا واسبانيا.

## الأصل
المعدن يأتي من تبخر المياه المالحة البحرية. غالباً ما تكون موجودة في طبقات صخرية، ضخمة، ولكنها في الغالب ليست قوية جداً (يبلغ سمكها بضعة أمتار في المتوسط). ترسب ملح البحر والملح المرير هو نتيجة لانتهاك بحري سريع الزوال، يليه تبخر شديد بالمحلول الملحي الطبيعي المحاصر في الأرض. يؤدي تسخين الطبقات المالحة وتسخينها في بيئة شديدة الرطوبة إلى إنشاء محلول صلب، وهو السيلفينيت، وغالباً ما يكون محاطاً بملح الصخور أكثر من السيلفين.
السيلفينيت هو صخرة التبخر البحري، وتترسب أساساً في طبقات.